# Grace Gummer
Grace Jane Gummer Ronson, née le 9 mai 1986 à New York, est une actrice et mannequin américaine.

## Biographie
Grace Gummer est née le 9 mai 1986 à New York. Elle est l'une des filles de Don Gummer et Meryl Streep. Elle est la sœur du chanteur américain Henry Wolfe Gummer, de l'actrice Mamie Gummer et de la modèle Louisa Jacobson Gummer.
Elle a grandi à Salisbury dans le Connecticut.
Elle étudie l'italien et l'histoire de l'art au Vassar College de Poughkeepsie, dans l'État de New York. Pendant ses études elle travaille pour la costumière Ann Roth, puis pour le créateur de mode Zac Posen.
En 2008, un de ses amis lui propose d'être costumière pour sa pièce Les Névroses sexuelles de nos parents. « J'ai lu la pièce, et la première chose que j'ai pensé : "Je veux jouer dans ça" », dit Gummer. Elle auditionne et obtient le rôle.

### Vie privée
Elle épouse en août 2019 le musicien, Tay Strathairn et demande le divorce quelques mois après leur mariage en avril 2020.
Elle est mariée depuis 2021 au musicien Mark Ronson.

## Carrière
Elle apparaît avec sa mère Meryl Streep en 1993 dans le film La Maison aux esprits, son personnage est la jeune version du personnage que joue sa mère, Clara del Valle.
Elle fait son retour en 2010, où elle tient un rôle dans la série Gigantic. L'année suivante, elle apparaît dans le film Il n'est jamais trop tard réalisé par Tom Hanks.
En 2013 elle apparaît dans les séries Zero Hour, The Newsroom, American Horror Story : Coven. Elle également au casting de Frances Ha de Noah Baumbach.
En 2014, elle retrouve les plateaux de cinéma avec les films Marions-nous !, Permis d'aimer, mais aussi The Homesman, réalisé par Tommy Lee Jones. La même année, elle tient l'un des rôles principaux de la série Extant aux côtés d'Halle Berry.
À partir de 2016, elle campe dans la série Mr. Robot l'agent du FBI Dominique Dipierro. La série s'achève en 2019. Après cela, elle tourne dans la mini-série The Hot Zone.
En 2021, elle tient un rôle secondaire dans Dr Death.

## Filmographie

### Cinéma

#### Longs métrages
- 1993 : La Maison aux esprits (Das Geisterhaus) de Bille August : Clara jeune
- 2010 : Meskaba de Josh Sternfeld : Nat Collins
- 2011 : Il n'est jamais trop tard (Larry Crowne) de Tom Hanks : Natalie Calimeris
- 2013 : Frances Ha de Noah Baumbach : Rachel
- 2014 : The Homesman de Tommy Lee Jones : Arabella Sours
- 2014 : Permis d'aimer (Learning to Drive) d'Isabel Coixet : Tasha
- 2015 : Marions-nous ! (Jenny's Wedding) de Mary Agnes Donoghue : Anne
- 2018 : The Long Dumb Road d'Hannah Fidell : Nina
- 2018 : Beast of Burden de Jesper Ganslandt : Jen
- 2019 : Standing Up, Falling Down de Matt Ratner : Megan

#### Courts métrages
- 2010 : Bashert de David Frigerio : Abby

### Télévision

#### Séries télévisées
- 2010 - 2011 : Gigantic : Anna Moore
- 2012 - 2013 : Smash : Katie Rand
- 2013 : Zero Hour : Paige Willis, agent du FBI
- 2013 : American Horror Story : Coven : Millie, une sorcière
- 2013 - 2014 : The Newsroom : Hallie Shea
- 2013 - 2014 : Paloma : Paloma
- 2014 : American Horror Story : Freak Show : Penny
- 2014 - 2015 : Extant : Julie Gelineau
- 2015 - 2016 : Good Girls Revolt : Nora Ephron
- 2016 : Confirmation (en) : Ricki Seidman
- 2016 - 2019 : Mr. Robot : Dominique 'Dom' Dipierro
- 2019 : The Hot Zone : Melinda Danport
- 2020 : A Teacher : Chloe
- 2021 : Dr Death : Kim Morgan
- 2022 : Let the Right One In : Claire Logan
- 2024 : American Horror Story: Delicate : Margaret Alcott